# Маргарита Вілцане
Маргарита Вілцане (латис. Margarita Vilcāne; *16 грудня 1940, Томськ) — латвійська естрадна співачка.

## Біографія
Народилася 16 грудня 1940 в Томську. У Латвії з 1945. Закінчила 24-ту Ризьку середню школу. Була солісткою оркестру Ризького електромеханічного заводу, естрадного ансамблю «Rīga» (1962–1969), Ризького естрадного оркестру (1969–1975), естрадного ансамблю Латвійської державної філармонії «Tip Top».
З 1967 співає в дуеті зі співаком Ояром Ґрінберґом. Брала участь у записі студійних альбомів Раймонда Паулса «Tev, mana labā» (1969) і «Tik dzintars vien» (1970). У 1977 випустила сольний альбом «Cher ami». Брала участь в постановці мюзиклу «Слуги диявола» (2005).

## Нагороди
- Володарка престижної латвійської нагороди за найкращий музичний запис року (2006).
- Орден Трьох зірок IV ступеня (2015).